# Де Йонг, Хенк
Хенк де Йонг (нидерл. Henk de Jong; род. 27 августа 1964, Драхтен, Фрисландия) — нидерландский футбольный тренер.

## Биография
Де Йонг никогда не играл в футбол на высоком уровне. В юном возрасте обучался в группе специалиста Фоппе де Хана. Вместе с ним обучение проходили Вильян Влоэт, Гертьян Вербек и Ян де Йонг. Хенк имел неплохие перспективы заиграть в «Херенвене». Но тяжёлая травма оказалась для молодого футболиста фатальной.
После нескольких лет самостоятельной работы в любительском футболе и помощником в профессиональных клубах де Йонг был назначен главным тренером СК «Камбюр» в апреле 2014 года. На этом посту он сменил Дуайта Лодевегеса, возглавившего «Херенвен».
В 2017 году принял предложение клуба «Де Графсхап». В сезоне 2017/18 команда заняла 4-е место в Эрстедивизи. По итогам плей-офф вышел в Эредивизи — Высший дивизион Нидерландов.